# إرنست فهر
إرنست فهر (بالألمانية: Ernst Fehr)‏ (ولد في 21 يونيو 1956 في مدينة هارد، النمسا) خبير اقتصادي سلوكي نمساوي وعالم في الاقتصاد العصبي وأستاذ في الاقتصاد الجزئي والبحث الاقتصادي التجريبي، بالإضافة إلى أنه نائب رئيس قسم الاقتصاد في جامعة زيورخ بسويسرا. تغطي أبحاثه مجالات تطور التعاون الإنساني والاجتماعي، ولا سيما الإنصاف والمعاملة بالمثل والعقلانية المحدودة.
كما أنه معروف جيدا بمساهمته الهامة في المجال الجديد للاقتصاد العصبي، فضلا عن الاقتصاد السلوكي والتمويل السلوكي والاقتصاد التجريبي. وفقًا لـ أوراق بحثية في الاقتصاد (Research Papers in Economics)، فهو ثاني أكثر الاقتصاديين المتحدثين نفوذاً في ألمانيا، وتم تصنيفه في المرتبة 86 عالمياً.

## إصدارات مختارة
- Fehr، Ernst؛ Henrich، Joseph؛ Boyd، Robert؛ Camerer، Colin؛ Bowles، Samuel؛ Gintis، Herbert (2004). Foundations of human sociality: economic experiments and ethnographic evidence from fifteen small-scale societies. Oxford University Press. ISBN:9780199262052.
- Fehr، Ernst؛ Gintis، Herbert؛ Bowles، Samuel؛ Boyd، Robert (2005). Moral sentiments and material interests: the foundations of cooperation in economic life. MIT Press. ISBN:9780262572378.

## روابط خارجية
- إرنست فهر على موقع مونزينجر (الألمانية)

- University of Zürich, Department of Economics
- Homepage of Ernst Fehr
- FehrAdvice & Partners AG, The Behavioral Economics Consultancy Group